# Pumacayán
Pumacayán (del quechua ancashino: Puma= puma, felino americano; qayan = llamar, invocar; 'lugar donde se invoca al puma' o 'lugar donde se llama al puma') es un sitio arqueológico ubicado a 3100 m s.n.m. dentro de la ciudad de Huaraz en Perú. También se le ha llamado cerro Pumacayán o morro de Pumacayán. Se encuentra ubicado en la ciudad y provincia de Huaraz, en la región Áncash. Pumacayán es considerada la huaca principal de Huaraz.
Según las investigaciones las primeras ocupaciones ocurrieron entre 1500 y 100 a. C. Durante las excavaciones se encontraron vasijas, huesos y herramientas de roca volcánica. Cuenta con un área intangible que comprende 1.74 ha y un perímetro de 576.40 metros lineales. Fue declarado Patrimonio Cultural de la Nación mediante Resolución Directoral Nacional n. 294-INC-2003.
En el 2016 se retiró a varias familias que ocupaban el sitio arqueológico, recuperando 400 m² del espacio. Ese mismo año también se iniciaron actividades de limpieza y se organizó un festival con música y danza.

## Ubicación
Se encuentra en el sector noreste de la ciudad de Huaraz, en la parte alta del barrio de San Francisco y cerca a la plazuela de La Soledad. Los límites están marcados de la siguiente manera: por sur es el jirón Sucre, por el oeste por el pasaje Sucre, por el norte por el jirón Ladislao Meza y por el este la calle Julio C. Tello.

## Historia
No se sabe exactamente cuando empezó la ocupación humana encima del morro. El estudio del 2003 del arqueólogo César Serna Lamas indicó que las ocupaciones más tempranas encontradas corresponden al periodo Formativo: entre 1500 y 100 a. C. Las evidencias cerámicas más tempranas son del periodo Chavín: se han encontrado piezas relacionadas a la fase Janabarriu (600 a 200 a. C.).

### Época inca
Entre 1470 y 1490, el señorío de Huaylas, localizado en el actual departamento norteño de Áncash, confederado con los Conchucos, Piscopampas, Siguas y Huaris se rindió al embate inca tras varios años de levantamientos. Debido a la afrenta, el templo de Pumacayán fue destruido y en calidad de vasallaje, todos los curacas de las etnias mencionadas se vieron obligados a enviar a sus hijas con el inca para que se unieran a él en calidad de esposas secundarias.

### Época colonial
Existe evidencia del uso de las piedras de Pumacayán como cantera para construir varios edificios de Huaraz. Existen evidencias que fue así en la construcción de dos conventos franciscanos, en 1689-1690 cerca de Molinopampa y en 1693 en donde ahora se encuentra el Colegio Nacional de La Libertad. Es en esa época cuando Francisco Beltrán describe en 1689 acerca del rol como adoratorio del lugar:

…es el caso que la Divina Providencia dispuso se fundase en el paraje llamado Pomcayan, donde era su adoratorio desde la gentilidad, y qdo. iban a sus sacrificios a media noche oían las disciplinas y oraciones de los religiosos, las quales confundían y hacían volverse a Dios.

### Etapa republicana
Luego de la independencia del Perú en 1821, arribaron muchos exploradores europeos no españoles, como el italiano Antonio Raimondi, el francés Charles Wiener y el suizo Johann Jakob von Tschudi. Uno de ellos, el alemán Ernst Wilhelm Middendorf quien visitó Huaraz en 1883, describió Pumacayán:

“En el extremo oriental de la ciudad, en dirección a los cerros, se halla una pequeña colina, llamada Pumacayán. Ahora no es sino un amontonamiento de tierra y piedras, pero antiguamente fue una gran construcción, probablemente una fortaleza o un templo que fue destruido por completo, y sin duda, intencionalmente y con el empleo de grandes esfuerzos, todavía más radicalmente que la fortaleza de Tumshucaica, cerca de Caraz. Desde hace mucho tiempo, los habitantes de la ciudad utilizan esta colina como cantera, y aún ahora, en el tiempo de mi visita, media docena de trabajadores estaban ocupados en extraer de profundos huecos, piedras de cantera, unas talladas, otras no. En excavaciones de esta clase se encuentran a menudo restos de antiguos muros. A pesar que la colina de Pumucayán tendría apenas 50 pies de altura, ofrece gracias a su situación en la parte más alta de la ciudad, una vista completa de ella”.
Ernst Middendorf, PERÚ: Observaciones y estudios del pais y sus habitantes durante una permanencia de 25 años, 1895: 77.

## Tributos artísticos
- Ciro Alegría en su novela El mundo es ancho y ajeno publicada en 1941, narra la ocupación de Pumacayán durante la revolución campesina de Pedro Pablo Atusparia en 1885.[23]